# Maratona Feminina de Yokohama
Maratona Feminina de Yokohama (pt:Iocoama) foi uma corrida anual na distância de 42,195 km disputada exclusivamente por mulheres nas ruas de Yokohama, Japão, desde 2009. A prova, criada e organizada pela Federação de Atletismo Japonesa, pela TV Asahi e pelo jornal Asahi Shimbun, substitui, como prova feminina, a antiga Maratona Internacional Feminina de Tóquio, desde que a capital japonesa passou a ter uma edição mista da maratona em 2007, a Maratona de Tóquio.
Junto com a Maratona Internacional Feminina de Osaka e a Maratona de Nagoia, esta prova serviu como seletiva para a participação de atletas japonesas em Jogos Olímpicos e no Campeonato Mundial de Atletismo.
Disputada pela primeira vez em 15 de novembro de 2009, ela acontecia sempre neste mês. Em 2010, entretanto, quando da ocasião ainda de sua segunda edição, por causa da reunião de cúpula da Cooperação Econômica da Ásia e do Pacífico, que levou vários líderes mundiais à cidade, ela foi transferida para fevereiro de 2011, o que fez com que este ano tivesse duas edições, em fevereiro e em outubro. O recorde do percurso é da queniana Lydia Cheromei – 2:23:07 – vencedora em 2012.
Por razões financeiras, a edição de 2014 foi a última desta maratona.

## Percurso
Yamashita Parque->Industrial Trade Center->Alfândegas de Yokohama-> Escritórios da prefeitura província de Kanagawa ->Chinatown de Yokohama->Yamashita Parque>Industrial Trade Center->Minato Mirai 21->Estação de Yokohama ->Estação Sakuragichō->Estádio de Yokohama->Parque Yamanote->Yamashita Parque->Industrial Trade Center->Minato Mirai 21-> e novamente Estação de Yokohama->Estação Sakuragichō->Estádio de Yokohama->Parque Yamanote->Industrial Trade Center->Yamashita Parque(chegada)

## Vencedoras
Nota: recorde da prova  
| Ano      | Nome             | País   | Tempo   |
| -------- | ---------------- | ------ | ------- |
| 2014     | Tomomi Tanaka    | Japão  | 2:26:57 |
| 2013     | Albina Mayorova  | Rússia | 2:25:55 |
| 2012     | Lydia Cheromei   | Quénia | 2:23:07 |
| 2011 NOV | Ryoko Kizaki     | Japão  | 2:26:32 |
| 2011FEV  | Yoshimi Ozaki    | Japão  | 2:23:56 |
| 2009     | Kiyoko Shimahara | Japão  | 2:28:51 |